# Noorwegen op het Eurovisiesongfestival 2000
Noorwegen nam deel aan het Eurovisiesongfestival 2000 in Stockholm (Zweden). Het was de 40ste keer dat Noorwegen deelnam aan het Eurovisiesongfestival. NRK was verantwoordelijk voor de Noorse bijdrage voor de editie van 2000.

## Selectie procedure
Net zoals het vorige jaar, koos men er weer voor om een nationale finale te organiseren.
Deze vond plaats in de studio's van de NRK in Oslo en werd gepresenteerd door Hans Christian Andersen en Stine Buer.
In totaal deden er tien artiesten mee aan deze finale en de winnaar werd gekozen door een mix van televoting en jurypunten.
Er waren 2 stemronden. In de eerste ronde werden de beste 5 liedjes geselecteerd waarna deze onderling uitmaakten wie naar Stockholm mocht.
| Volgorde | Artiest              | Lied                         | Stemronde 1 | Stemronde 2 | Plaats |
| -------- | -------------------- | ---------------------------- | ----------- | ----------- | ------ |
| 1        | Charmed              | "My Heart Goes Boom"         | 72          | 84          | 1      |
| 2        | Sha-Boom             | "Let's Go All the Way"       | 7           | -           | 10     |
| 3        | Jorun Erdal          | "Another You"                | 48          | 0           | 4      |
| 4        | Marius Hoff          | "She's My Baby"              | 31          | -           | 6      |
| 5        | Arnold B Family      | "When I Am Looking"          | 29          | -           | 7=     |
| 6        | Wentzel              | "If"                         | 59          | 60          | 3      |
| 7        | Astri                | "I Never Stopped Lovin' You" | 29          | -           | 7=     |
| 8        | Miriam Mercedes      | "Trying to Forget U"         | 20          | -           | 9      |
| 9        | Kine                 | "Wings of Love"              | 47          | -           | 5      |
| 10       | Jan Werner Danielsen | "One More Time"              | 64          | 66          | 2      |

## In Stockholm
In Zweden moest Noorwegen optreden als achtste, na Malta en voor Rusland. Na de stemming bleek dat Noorwegen de 11de plaats had behaald met 57 punten.
België en Nederland hadden geen punten over voor deze inzending.

### Gekregen punten

#### Finale
| 12 punten | 10 punten | 8 punten                                | 7 punten                                 | 6 punten  |
| --------- | --------- | --------------------------------------- | ---------------------------------------- | --------- |
|           | - Turkije |                                         | - Denemarken - IJsland - Israël - Zweden | - Letland |
| 5 punten  | 4 punten  | 3 punten                                | 2 punten                                 | 1 punt    |
|           | - Ierland | - Estland - Malta - Verenigd Koninkrijk |                                          |           |

### Punten gegeven door Noorwegen

#### Finale
Punten gegeven in de finale:
| 12 punten | Letland    |
| 10 punten | Denemarken |
| 8 punten  | Rusland    |
| 7 punten  | IJsland    |
| 6 punten  | Ierland    |
| 5 punten  | Zweden     |
| 4 punten  | Estland    |
| 3 punten  | Duitsland  |
| 2 punten  | Malta      |
| 1 punt    | Turkije    |

1960 · 1961 · 1962 · 1963 · 1964 · 1965 · 1966 · 1967 · 1968 · 1969 · 1970 · 1971 · 1972 · 1973 · 1974 · 1975 · 1976 · 1977 · 1978 · 1979 · 1980 · 1981 · 1982 · 1983 · 1984 · 1985 · 1986 · 1987 · 1988 · 1989 · 1990 · 1991 · 1992 · 1993 · 1994 · 1995 · 1996 · 1997 · 1998 · 1999 · 2000 · 2001 · 2002 · 2003 · 2004 · 2005 · 2006 · 2007 · 2008 · 2009 · 2010 · 2011 · 2012 · 2013 · 2014 · 2015 · 2016 · 2017 · 2018 · 2019 · 2020 · 2021 · 2022 · 2023 · 2024 · 2025